# Leonia cymosa
Leonia cymosa là một loài thực vật có hoa trong họ Hoa tím. Loài này được Mart. mô tả khoa học đầu tiên năm 1827.